# The Stolen Girl
The Stolen Girl är en brittisk dramathrillerserie vars första säsong hade premiär på strömningstjänsten Disney+ den 16 april 2025. Första säsongen består av fem avsnitt.

## Handling
En tvåbarnsmor vars värld ställs på ända när hon går med på att låta sin nioåriga dotter sova över hos sin nya bästa vän.

## Rollista (i urval)
- Holliday Grainger
- Ambika Mod
- Denise Gough
- Jim Sturgess
- Bronagh Waugh